# 1626 Садея
1626 Садея (1626 Sadeya) — астероїд головного поясу, відкритий 10 січня 1927 року.
Тіссеранів параметр щодо Юпітера — 3,373.